# Societatea Română de Radiodifuziune
Societatea Română de Radiodifuziune (SRR), amb nom comercial Radio România, és l'empresa pública de ràdio de Romania. Actualment gestiona cinc emissores de cobertura nacional, dos radis internacionals (Radio România Internaţional), una xarxa d'emissores regionals i la cadena Radio Chișinău a Moldàvia, així com l'agència de notícies RADOR.
Totes les emissores estan disponibles en freqüència modulada, satèl·lit, DAB i internet. Els canals internacionals poden sintonitzar-se també en ona curta.
SRR és una empresa independent de la televisió pública (Societatea Română de Televiziune, TVR). Ambdues són membres de la Unió Europea de Radiodifusió des de 1993.

## Història

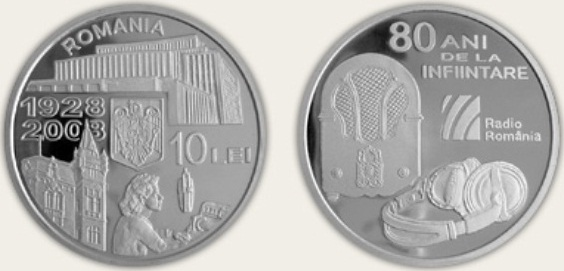
Moneda commemorativa del 80è aniversari de la ràdio a Romania (2008).

L'actual Societat Romanesa de Radiodifusió (SRR) va ser constituïda legalment al desembre de 1927 com l'empresa estatal «Societat de Difusió Radiotelefònica de Romania», amb ajuda tant dels radioaficionats locals com d'algunes companyies estrangeres. A l'abril de 1928, la companyia Marconi Wireless Telegraph de Londres va instal·lar un emissor d'ona curta amb 12 kilowats de potència, suficients per a cobrir Bucarest. Finalment, l'1 de novembre de 1928 van començar les emissions regulars amb una al·locució de Dragomir Hurmuzescu, primer president de la SRR i pioner de la ràdio romanesa: «Alo, alo, aici Radio Bucureşti». L'empresa va adoptar la denominació «Societat Romanesa de Radiodifusió» en 1936.
El 8 d'octubre de 1939 es va posar en marxa el servei regional «Radio Basarabia» per a la regió de Bessaràbia (actual Moldàvia), amb programació en romanès i rus. Avui aquesta emissora és part de Radio Moldova.
La programació de la SRR es va desenvolupar amb normalitat durant la dècada de 1930, donant pas a importants artistes de la cultura romanesa com Maria Tănase. Durant la Segona Guerra Mundial la ràdio va tenir un paper rellevant en l'ascens al poder d'Ion Antonescu i després en el Cop d'estat de 1944, quan el rei Miquel I va anunciar per ràdio la destitució de Antonescu, la ruptura de relacions amb Alemanya i l'armistici amb els Aliats. L'endemà, el 24 d'agost de 1944, la seu de la SRR va ser destruïda pels bombarders de les potències de l'Eix.
En finalitzar la guerra, Romania es va convertir en un estat socialista i la SRR queda sota control directe del govern a través d'una direcció general, al mateix temps que es treballa a consolidar la xarxa d'emissores regionals i es funda en 1952 el segon canal nacional, România Cultural. El 1956, any en què comença a emetre la televisió romanesa, l'empresa passa a anomenar-se Radioteleviziunea Română i un comitè estatal assumeix la gestió conjunta de la ràdio i televisió públiques.
Durant el temps que Nicolae Ceaușescu va presidir Romania (1967-1989), la programació de SRR consistia en informatius dedicats al culte a la seva personalitat i als valors del sistema socialista, intensificant el control sobre la informació. A més, el servei es veuria afectat per la crisi econòmica del país en la dècada de 1980; justificant-lo com a «estalvi energètic», el servei regional va ser eliminat i es van restringir els horaris de programació de les tres cadenes nacionals. El 22 de desembre de 1989, dins de la revolució romanesa de 1989, les Forces Armades van prendre la seu de la ràdio a Bucarest i van anunciar el derrocament de Ceaușescu.
Amb l'arribada de la democràcia, el govern de Romania va dividir en 1994 la radiotelevisió en dues empreses: ràdio (Societat Romanesa de Radiodifusió) i televisió (Societat Romanesa de Televisió). Pel que fa a la SRR, en 1996 va prendre com a referència el model públic de Radio France per a dissenyar els seus canals: cinc emissores nacionals temàtiques i el rellançament de la xarxa de ràdios regionals.

## Serveis

### Nacional
- Radio România Actualităţi: especialitzada en informació i actualitat, és l'emissora principal de la SRR. Va ser fundada en 1928. Disponible en AM i FM.
- Radio România Cultural: radio dedicada a la cultura, música i esdeveniments especials. Creada en 1952.
- Radio 3Net: emissora musical dirigida al públic jove i creada en 1963. Durant anys va estar dirigida pel músic Florian Pittiș.
- Radio România Muzical: emissora de música romanesa i internacional, fundada en 1997. La seva cobertura està limitada a Bucarest i les grans ciutats.
- Radio Antena Satelor: ràdio dedicada a la comunitat rural. Va començar les seves emissions en 1991 però no va tenir cobertura nacional fins a 2006.

### Regional
A través de la marca Radio România Regional, la SRR gestiona una xarxa de vuit emissores locals que poden sintonitzar-se en freqüència modulada.
- Bucureşti FM (Bucarest)
- Radio Cluj (Cluj-Napoca)
- Radio Constanța (Constanța)
- Radio Craiova (Craiova, Valàquia)
- Radio Iași (Iași)
- Radio Reșița (Reșița, Banat)
- Radio Targu Mureș (Târgu Mureș i Brașov, Transsilvània)
- Radio Timișoara (Timișoara)

### Moldàvia
La SRR compte des de 2011 amb l'emissora Radio Chișinău, dirigida a la població de parla romanesa a Moldàvia. Aquesta emissora té els seus orígens en l'extinta «Ràdio Basarabia» de 1939, que a l'any següent va ser destruïda per les tropes soviètiques en virtut de la ocupació soviètica de Bessaràbia. Quan Moldàvia es va independitzar de la Unió Soviètica en 1991, la majoria de ciutadans moldaus van votar per mantenir la independència en comptes de reunificar-se amb Romania.
Encara que avui Moldàvia compta amb la seva pròpia radiodifusora pública (Teleradio Moldova), el servei de la SRR està impulsat pel Departament de Polítiques per la Relació amb els Romanesos, dependent del ministeri d'Afers exteriors.

### Internacional
La filial Radio România Internaţional (anteriorment, «Radio Bucureşti») va començar les seves emissions en 1933 i actualment compta amb dues emissores:
- RRI 1: programació per a la comunitat romanesa resident a l'estranger
- RRI 2: difusió de la cultura i actualitat romanesa en els següents idiomes: anglès, francès, aromanès, castellà, alemany, italià, serbi, rus, ucraïnès, xinès i àrab.